# Avril 1846

## Événements
- 1er avril : 
  - Création de Paquita (ballet) à l'Opéra de Paris.
  - Discours de Victor Hugo à la Chambre des pairs : Sur la marque de fabrique.
- 14 avril : visite à Toulon du grand-duc Constantin, second fils de l’empereur de Russie Nicolas Ier.
- 15 avril, France : arrêté préfectoral réglementant la construction des trottoirs.
- 16 avril : en forêt de Fontainebleau, un ancien garde forestier, Pierre Lecomte, tire deux coups de feu sur Louis-Philippe et sa famille.
- 20 avril - 20 mai : révolte de la « Maria da Fonte » au Portugal, difficilement réprimée par José Cabral.
- 21 avril, France : pose de la première pierre du nouvel Hôtel du Timbre et de l'Enregistrement, rue de la Banque.
- 24 avril : 
  - Abd el-Kader fait exécuter des prisonniers français.
  - France : ordonnance royale portant autorisation de la Compagnie du chemin de fer de Creil à Saint-Quentin.
- 25 avril : éclipse solaire.

## Naissances
- 4 avril : Comte de Lautréamont (Isidore Ducasse), écrivain français († 1870).
- 28 avril : Oskar Backlund (mort en 1916), astronome russo-suédois.